# گریگول چابرادزه
گریگول چابرادزه (به گرجی: გრიგოლ ჩაბრაძე: متولد ۲۰ آوریل ۱۹۹۶) بازیکن فوتبال اهل گرجستان است که در پست مدافع بازی می‌کند.

## زندگی حرفه ای
چابرادزه کار حرفه ای خود را در سابورتالو در دسته ۲ آغاز کرد. او در پی صعود این تیم در سال ۲۰۱۵ یکی از اعضای ثابت باشگاه بود. سه سال بعد چابرادزه اولین عنوان قهرمانی خود را با سابورتالو به دست آورد، و پس از آن قهرمان جام حذفی شد.
در اوایل سال ۲۰۲۰، چابرادزه به صورت قرضی به باشگاه تازه صعود کرده از ارونی لیگا تلاوی پیوست. او با توجه به عملکرد خود در تیم منتخب فصل قرار گرفت. وی در دسامبر ۲۰۲۰، او به باشگاه فوتبال دینامو باتومی منتقل شد. و یک سال بعد برای اولین بار قهرمان لیگ گرجستان شد.
تیم ملی گرجستان
چابرادزه اولین بازی ملی خود را برای گرجستان در ۲۵ مارس ۲۰۲۱ در مقدماتی جام جهانی فوتبال ۲۰۲۲ مقابل سوئد انجام داد.

## آمار

### باشگاه
| باشگاه        | فصل      | لیگ                | لیگ  | لیگ | جام حذفی | جام حذفی | قاره ای | قاره ای | سایر | سایر | مجموع | مجموع |
| باشگاه        | فصل      | بخش                | بازی | گل  | بازی     | گل       | بازی    | گل      | بازی | گل   | بازی  | گل    |
| ------------- | -------- | ------------------ | ---- | --- | -------- | -------- | ------- | ------- | ---- | ---- | ----- | ----- |
| سابورتالو     | ۲۰۱۳–۱۴  | پیرولی لیگا        | ۱۸   | ۳   | –        | –        | –       | –       | –    | –    | ۱۸    | ۳     |
| سابورتالو     | ۲۰۱۴–۱۵  | پیرولی لیگا        | ۳۳   | ۱   | ۱        | ۰        | –       | –       | –    | –    | ۳۴    | ۱     |
| سابورتالو     | ۲۰۱۵–۱۶  | اوماگلسی لیگا      | ۱۶   | ۰   | –        | –        | ۲       | ۰       | –    | –    | ۱۸    | ۰     |
| سابورتالو     | ۲۰۱۶     | اوماگلسی لیگا      | ۱۲   | ۰   | ۱        | ۰        | –       | –       | –    | –    | ۱۳    | ۰     |
| سابورتالو     | ۲۰۱۷     | ارونولی لیگا       | ۱۰   | ۰   | –        | –        | –       | –       | –    | –    | ۱۰    | ۰     |
| سابورتالو     | ۲۰۱۸     | ارونولی لیگا       | ۲۵   | ۰   | ۱        | ۰        | –       | –       | –    | –    | ۲۶    | ۰     |
| سابورتالو     | ۲۰۱۹     | ارونولی لیگا       | ۲۴   | ۱   | ۲        | ۰        | ۱       | ۰       | ۱    | ۰    | ۲۷    | ۱     |
| سابورتالو     | مجموع    | مجموع              | ۱۳۷  | ۵   | ۵        | ۰        | ۳       | ۰       | ۱    | ۰    | ۱۴۶   | ۵     |
| تلاوی (قرضی)  | ۲۰۲۰     | ارونولی لیگا       | ۱۵   | ۰   | ۳        | ۰        | –       | –       | –    | –    | ۱۸    | ۰     |
| دینامو باتومی | ۲۰۲۱     | ارونولی لیگا       | ۲۸   | ۲   | ۲        | ۰        | ۶       | ۰       | –    | –    | ۳۶    | ۲     |
| دینامو باتومی | ۲۰۲۲     | ارونولی لیگا       | ۳۲   | ۰   | ۱        | ۰        | ۴       | ۰       | –    | –    | ۳۷    | ۰     |
| دینامو باتومی | ۲۰۲۳     | ارونولی لیگا       | ۲۹   | ۰   | ۲        | ۰        | ۲       | ۰       | ۲    | ۰    | ۳۵    | ۰     |
| دینامو باتومی | مجموع    | مجموع              | ۱۰۴  | ۲   | ۸        | ۰        | ۱۲      | ۰       | ۲    | ۰    | ۱۲۶   | ۲     |
| ذوب‌آهن        | ۲۰۲۴     | لیگ برتر خلیج فارس | ۱۲   | ۰   | ۰        | ۰        | ۰       | ۰       | ۰    | ۰    | ۱۲    | ۰     |
| ذوب‌آهن        | مجموع    | مجموع              | ۱۲   | ۰   | ۰        | ۰        | ۰       | ۰       | ۰    | ۰    | ۱۲    | ۰     |
| مجموع کل      | مجموع کل | مجموع کل           | ۲۵۳  | ۷   | ۱۳       | ۰        | ۱۵      | ۰       | ۳    | ۰    | ۲۸۴   | ۷     |

### بین‌المللی
| گرجستان | گرجستان   | گرجستان |
| سال     | برنامه ها | اهداف   |
| ------- | --------- | ------- |
| ۲۰۲۱    | ۷         | ۰       |
| ۲۰۲۲    | ۲         | ۰       |
| مجموع   | ۹         | ۰       |

## افتخارات
سابورتالو
- لیگ برتر گرجستان (۱): ۱۸–۲۰۱۷
- جام حذفی گرجستان (۱): ۱۹–۲۰۱۸

دینامو باتومی
- لیگ برتر گرجستان (۲): ۲۱–۲۰۲۰ و ۲۳–۲۰۲۲